# Flaga Nowosybirska
Flaga Nowosybirska – jeden z symboli miejskich Nowosybirska, przyjęty oficjalnie przez radę miejską 12 stycznia 1993 roku.

## Historia i symbolika
Flaga Nowosybirska to prostokątny materiał w proporcjach (szerokość do długości) – 2:3 podzielony po przekątnej błękitną falistą szarfą otoczoną białymi falami. Górne pole flagi – zielone. Dolne pole – białe. Flaga nawiązuje do proponowanej flagi Syberii oraz herbu Nowosybirska. Zieleń symbolizuje zdrowie oraz bogactwa naturalne Syberii. Biel syberyjskie śniegi, a niebieska wstęga rzekę Ob.
12 stycznia 1993 r. flaga została przyjęta przez Radę Nowosybirska. Potwierdzała to raz jeszcze 23 czerwca 2004 r. i ostatecznie 22 kwietnia 2008 r. – decyzje te nie wiązały się jednak z żadnymi ingerencjami w wygląd nowosybirskiej flagi. Flaga została zarejestrowana pod numerem 1753 w Rejestrze Heraldycznym Federacji Rosyjskiej. Jest jednym z oficjalnych, obok herbu, symboli administracji Nowosybirska. Jest to także pierwsza i jak na razie jedyna flaga w historii miasta.